# Moslem Malakouti
 (janvier 2018).
Si vous disposez d'ouvrages ou d'articles de référence ou si vous connaissez des sites web de qualité traitant du thème abordé ici, merci de compléter l'article en donnant les références utiles à sa vérifiabilité et en les liant à la section « Notes et références ».
Moslem Malakouti (en persan : آیت الله العظمی میرزا مسلم ملکوتی), aussi transcrit Malakooti, né le 5 juin 1924 à Sarab (Iran) et mort le 24 avril 2014, est un religieux chiite duodécimain iranien ayant le rang de Marja.